# 恰基亚
恰基亚（Chakia），是印度比哈尔邦东查姆帕兰县的一个城镇。总人口16618（2001年）。

## 人口
该地2001年总人口16618人，其中男性8868人，女性7750人；0—6岁人口2917人，其中男1558人，女1359人；识字率50.76%，其中男性为59.79%，女性为40.43%。